# Джинни (Дисней)
Джинни (англ. Genie) — вымышленный персонаж, появившийся в 31-м диснеевском мультфильме «Аладдин» (1992). Он был озвучен Робином Уильямсом в первом фильме. После конфликта между Уильямсом и Walt Disney Company, Дэн Кастелланета озвучивал Джинни в мультфильме «Возвращение Джафара», а также в мультсериале. Позднее Уильямс вернулся к озвучиванию персонажа в мультфильме «Аладдин и король разбойников».
Дэн Кастелланета озвучивал Джинни в видеоигре Aladdin in Nasira's Revenge, а позже в серии видеоигр Kingdom Hearts от Square Enix и Disney Interactive Studios для и Kingdom Hearts и Kingdom Hearts II (с архивным звуком, используемым в других играх Kingdom Hearts). Джим Мескимен взял на себя роль в Disney Think Fast (2008) и Kinect: Disneyland Adventures (2011) и в настоящее время озвучивает его после смерти Уильямса в 2014 году. В версии мюзикла 2011 года Джинни играет Джеймс М. Иглхарт. Уилл Смит играет живую версию персонажа в киноадаптации оригинального мультфильма 1992 года.
За озвучивание Джинни Робин Уильямс получил награды, которые никто не получал за озвучивание персонажа премию MTV за лучшее комедийное исполнение, премию Сатурн за лучшую мужскую роль второго плана, и Специальную премию «Золотой глобус», за его вокальную работу.
За исполнение Джинни в мюзикле 2011 года Джеймс М. Иглхарт выиграл и премию «Тони» за лучшую мужскую роль второго плана в мюзикле и премию «Драма Деск» за лучшую мужскую роль второго плана в мюзикле.
За исполнение Джинни в живом ремейке 2019 года Уилл Смит получил номинацию также на премию «Сатурн» за лучшую мужскую роль второго плана, а также выиграл Teen Choice Awards за Выбор научно-фантастического/фэнтези киноактёра и номинировался на премию «Золотая малина» за восстановление репутации.
В дополнение наградам, Джинни часто приписывают роль катализатора в росте ролей кинозвёзд в качестве актёров озвучивания в голливудских анимационных фильмах с успехом в исполнении персонажа Робином Уильямсом. Развлекательный писатель Скотт Меслоу написал, что по сравнению с персонажем Аладдина «Джинни Уильямса — это персонаж, на которого откликнулась аудитория, и, что более важно для Disney, — его самый продаваемый персонаж на сегодняшний день», что, по его заключению, привело к «прославлению» более поздних анимационных фильмов, таких как «Подводная братва» (2004) и «Кот в сапогах» (2011).
В феврале 2023 года Comic Book Resources поставил Джинни на первое место в топе 10 самых сильных анимационных персонажей Диснея.

## Участие
Джинни не только в значительной степени управляет сюжетом первого мультфильма, но и служит комическим персонажем в каждом его появлении. Он показывает, что обладает неограниченными способностями к изменению формы, что позволяет использовать множество разнообразных зрительных гэгов; однако он не может никого убить, заставить кого-либо влюбиться, полностью воскресить мёртвых или исполнить дополнительные желания. Благодаря своим сверхъестественным способностям Джинни иногда ломает четвёртую стену, а также пародирует реальных людей и популярную культуру за пределами его родной вселенной и использует анахронизмы, такие как неоновый знак «Аплодисменты» в конце музыкального номера «Friend Like Me», а также делает отсылки к известным произведениям, созданным спустя столетия после эпохи, в которой происходят события «Аладдина»,или упоминает ещё не основанные  в ту эпоху города и страны("Я в Акапулько лихо жаркий джаз играл",тогда как в те времена не было ни Акапулько,ни джаза)  Например, во время производства «Аладдина» Уильямс импровизировал различные образы по желанию, а его аниматор Эрик Голдберг выбирал те, которые будут показаны в фильме. Одним из таких образов было подражание росту носа Пиноккио, из-за которого голова Джинни превратилась в голову Пиноккио. Композиторы Алан Менкен и Ховард Эшман задумывали Джинни как «модного гарлемского джазового певца, такого, как Фэтс Уоллер или Кэб Кэллоуэй». Из-за этого Менкен боялся, что Уильямс не сможет продемонстрировать необходимые певческие способности, и передумал только после того, как увидел, как Уильямс исполняет «Friend Like Me» и «Prince Ali» в своём доме в Лос-Анджелесе.
Восприятие участия Уильямса повлияло на его дань уважения после его смерти в 2014 году, и критики считают, что Джинни был самым запоминающимся персонажем, озвученным Уильямсом. Композитор «Аладдина» Алан Менкен посетовал, что Уильямс был «блестящим, очаровательным, весёлым, сострадательным, уязвимым проявлением человеческого состояния».

## Появления

### Аладдин
Джинни впервые появляется в мультфильме 1992 года «Аладдин», где его выпускают из волшебной масляной лампы.  После того, как он объясняет, что может исполнить три желания, Аладдин, зная, что Джинни исполнит его желание выбраться из пещеры, только если он воспользуется одним из своих желаний, обманом заставляет его освободить Аладдина и Абу из пещеры без использования желания. В далёком оазисе Джинни с изумлением узнаёт, что Аладдин не использовал своё первое желание, чтобы выбраться из пещеры, и неохотно соглашается позволить первому желанию Аладдина быть сохранённым. На вопрос Аладдина, чего бы он желал, Джинни признаёт, что желал бы свободы, поскольку джинны должны следовать приказам хозяина — в данном случае Аладдина. Он принимает обещание Аладдина использовать третье желание, чтобы освободить его, затем исполняет его первое желание: сделать его принцем, чтобы он мог законно женится на принцессе Жасмин. Джинни скрывается после парада во дворце Аграбы. Джинни снова выпускается, когда охранники Джафара сковывают Аладдина и сбрасывают его со скалы в океан. Он спасает Аладдина как второе желание после обильного толкования кивающей головы Аладдина. Позже Джинни ссорится с Аладдином, когда он начинает думать, что ему, возможно, придётся нарушить своё обещание использовать третье желание, из-за страха перед тем, что произойдёт, если кто-то узнаёт, что он не из королевской семьи.
Попугай Яго вскоре крадёт лампу Джинни и доставляет её Джафару, делая Джафара новым хозяином. У Джинни нет другого выбора, кроме как исполнить первое и второе желание Джафара стать султаном Аграбы и самым могущественным колдуном в мире. Затем его делают рабом, у которого нет никакой цели в жизни, кроме как развлекать Джафара, мучая бывшего Султана. Во время финальной битвы между Аладдином и Джафаром Джинни вынужден исполнить последнее желание Джафара стать всемогущим джинном, когда Аладдин убеждает его сделать это, к его большому сопротивлению. Однако, как они оба знают, исполнение этого желания приводит к тому, что Джафар заточён в собственной лампе, который теперь уже более освобождённый Джинни швыряет в пустыню, освобождая Аграбу от его тирании. Хотя Джинни готов пожертвовать своей свободой, чтобы позволить Аладдину быть с принцессой Жасмин, Аладдин решает выполнить своё первоначальное обещание и использует своё последнее желание, чтобы освободить Джинни от силы его лампы, к большому удивлению и счастью последнего. Аладдин теперь может женится на принцессе Жасмин, поскольку Султан тронут любовью молодой пары друг к другу, поэтому он меняет закон, чтобы принцесса могла выйти замуж за кого угодно. Освобождённый Джинни эмоционально прощается с Аладдином и покидает Аграбу, чтобы исследовать мир.

### Возвращение Джафара
В первом сиквеле «Возвращение Джафара» Джинни возвращается в Аграбу после своего годичного кругосветного путешествия, решая, что всё не так уж и прекрасно без его друзей, с которыми он мог бы поделиться этим. Его силы уменьшаются по его собственному признанию, поскольку освобождённый джинн менее силён, чем тот, который привязан к лампе, хотя он всё ещё сохраняет некоторые из своих способностей, в первую очередь, изменение формы, полёт и колдовство. В ночь его возвращения, после того, как Жасмин и Аладдин ссорятся из-за Аладдина, скрывая от неё присутствие Яго, Джинн убеждает Яго помочь ему примириться с парой. Позже в мультфильме, когда Аладдин, Яго и Султан отправляются на прогулку без него, Джин и Абу устраивают себе пикник, но сталкиваются с Джафаром. Несмотря на храбрую борьбу с ним, Джинни превзошли, и он и Абу были заключены в тюрьму. В конечном счёте, к ним присоединяются Султан, принцесса Жасмин и Ковёр, которые все были захвачены Джафаром. После того, как Джинни был освобождён из заключения морально спутанным Яго, Джинни спасает Аладдина от казни дворцовой стражей, которую организовал Джафар, ложно обвинив Аладдина в убийстве Султана. После этого, Джинни говорит, что уничтожение лампы Джафара — единственный способ уничтожить его. Их план незаметно захватить лампу не остаётся незамеченным, и они начинают битву. Джинни несколько раз помогает героям во время этой битвы, ловя падающего Аладдина и превращаясь в него, пытаясь отвлечь Джафара, пока Аладдин хватает его лампу. Однако это тоже не удаётся, поскольку Джафар мешает Аладдину захватить лампу и использует свои силы, чтобы расколоть землю над морем магмы. После того, как преобразованный Яго был сбит, пытаясь передать лампу Аладдину, попугай храбро пинает лампу в лаву и тем самым уничтожает Джафара навсегда. Джинни спасает Жасмин от опасной ситуации, когда земля закрывается, растягиваясь, чтобы они могли вовремя выбраться. Когда он узнаёт, что Яго выжил в битве, он празднует это, превращаясь в фейерверк.

### Мультсериал
Джинни играет важную роль второго плана в мультсериале «Аладдин», хотя его вклад иногда ограничен; поскольку шоу происходит сразу после сиквела, некогда всемогущий Джинни теперь неспособен отменить некоторые заклинания, с которыми он сталкивается, и ему не хватает некоторой степени своего старого интеллекта. Тем не менее, он по-прежнему является незаменимым членом команды Аладдина: в мультсериале было много, случаев, когда магия Джинни имела решающее значение для победы героев, и без него ситуация была бы безнадёжной. В двух сериях он встречается с зелёной женщиной-джинном по имени Иден. Джинни также являлся гостем в мультсериале «Мышиный дом».

### Аладдин и король разбойников
В втором и последнем сиквеле «Аладдин и король разбойников» Джинни играет значительно меньшую роль. В отличие от первого и второго фильмов, он не играет активной роли в основном сюжете и реже появляется на экране.
Тем не менее, он по-прежнему остаётся лучшим другом и моральной опорой Аладдина. Он также кажется таким же могущественным, как и в первом фильме, поскольку у него нет проблем ни с чем, что он пытается, что подразумевает, что его снижение силы было временным.

### Видеоигры
Джинни появляется в большинстве частей серии видеоигр Kingdom Hearts. Его роль в первой игре в основном такая же, как и в первом мультфильме, поскольку его лампу находит Аладдин. В отличие от мультфильма, все желания Аладдин тратит на то, чтобы спастись от неприятностей: первое желание было потрачено на избавление от атаки Бессердечных, а второе, на спасение принцессы Жасмин от Джафара. В конечном счёте, Яго крадёт лампу Джинни, заставляя его показать Джафару замочную скважину Аграбы и помочь ему в борьбе с Сорой и его друзьями. После победы над Джафаром Аладдин использует последнее желание, чтобы освободить Джинни от лампы. Затем он зовёт Сору. В игре  Kingdom Hearts II Джинни появляется гораздо реже и играет намного меньшую роль. Как и в «Возвращении Джафара», он отправляется посмотреть мир вместе с Ковром. Он пропускает большую часть действия, но прибывает ближе к концу первого визита Соры и беспокоит Пита, когда он собирается освободить Джафара от его лампы. Также, Сора получает возможность призывать Джинни, но его новыми навыками становятся копирование форм Драйва Соры и владение собственной ухудшенной копией Ключа-Клинка (за исключением Лимитной формы в Kingdom Hearts II Final Mix). Джинни также ненадолго появляется в Kingdom Hearts 358/2 Days, взаимодействуя с Ксион и Роксасом, когда они возвращаются в Аграбу.

### Ремейк
В кинофильме 2019 года «Аладдин» Джинни играет Уилл Смит, его внешность чередуется между его классической синей кожей и человеческим обличьем, как маскировка, чтобы слиться с ней. В ремейке Джинн намного более рассудителен, чем в оригинале, и имеет более расслабленный и саркастический характер. Желания, которые исполняет джинн,  должны быть выражены более конкретными словами, чтобы джинн гарантированно исполнил их. Благодаря этому Аладдину удаётся обмануть Джафара и превратить его в джинна. Также, в этой версии Джинни ясно заявляет, что его сила исходит от лампы, а также от него самого, в результате чего он становится человеком, когда освобождается от лампы. Помимо этого Джинни завязывает роман с служанкой Жасмин Далией, и даже просит её присоединиться к нему в путешествии по миру после того, как он освободится от лампы. В начале фильма присутствует сцена, в которой Джинни-человек рассказывает историю Аладдина своим с Далией детям. Эта сцена намекает на нереализованную в оригинальном мультфильме идею, согласно которой Торговец с самого начала раскрывается как Джинни.